# Автошлях Т 0211
Автошля́х Т 0211 — автомобільний шлях територіального значення у Вінницькій та Чернівецькій областях. Пролягає територією Могилів-Подільського та Дністровського районів через Вербовець — Наддністрянське — Новодністровськ — Білоусівку — до перетину з Р63. Загальна довжина — 28,9 км.

## Маршрут
Автошлях проходить через такі населені пункти:
| Автошлях Т 0211           |        |
| Вінницька область         |        |
| Могилів-Подільський район |        |
| Вербовець                 | Т 2308 |
| Наддністрянське           |        |
| Чернівецька область       |        |
| Дністровський район       |        |
| Новодністровськ           |        |
| Ломачинці                 |        |
| Білоусівка                |        |
|                           | Р63    |